# Gandai
Gandai is een nagar panchayat (plaats) in het district Rajnandgaon van de Indiase staat Chhattisgarh. 

## Demografie
Volgens de Indiase volkstelling van 2001 wonen er 11.862 mensen in Gandai, waarvan 50% mannelijk en 50% vrouwelijk is. De plaats heeft een alfabetiseringsgraad van 58%. 